# Alfred East
Pour les articles homonymes, voir East.
Alfred Edward East, né à Kettering le 15 décembre 1844 et mort à Belsize Park (Londres) le 28 septembre 1913, est un peintre britannique. 

## Biographie
Il étudie à la Glasgow School of Art et se spécialise dans des paysages influencés par l'école de Barbizon. Il expose dès 1883 à la Royal Society dont il devient associé en 1899 puis membre en 1913 puis à la Fine Art Society en 1888 avec Thomas Cooper Gotch et William Ayerst Ingram (en). Il est chargé l'année suivante par le directeur de la Société, Marcus Huish, de passer six mois au Japon pour en peindre des paysages et ses habitants. Il en ramène ainsi 104 toiles qui obtiennent lors de leur exposition en 1890 un grand succès. 
East voyage aussi en 1892 en Espagne en particulier à Algésiras. Élu associé de la Royal Academy en 1899, après avoir été un exposant régulier depuis 1883 et élu membre à part entière en 1913. 
Il publie en 1906 The Art of Landscape Painting in Oil Colour et est élu Président de la Royal Society of British Artists, fonction qu'il gardera jusqu'à sa mort. 
Créé Chevalier en 1910 par Edward VII, il expose à la Société nationale des beaux-arts en 1913. John Alfred Gotch ouvre le 31 juillet 1913 à Kettering la Galerie d'Art Alfred East qui est la plus ancienne galerie d'art du Northamptonshire. East meurt cette année-là dans sa demeure de Belsize Park à Londres. Son corps est alors ramené à Kettering où il est présenté dans la galerie d'art entouré des nombreux tableaux qu'il a peint sur la ville. Une foule importante vient lui rendre hommage avant qu'il ne soit inhumé.

## Galerie

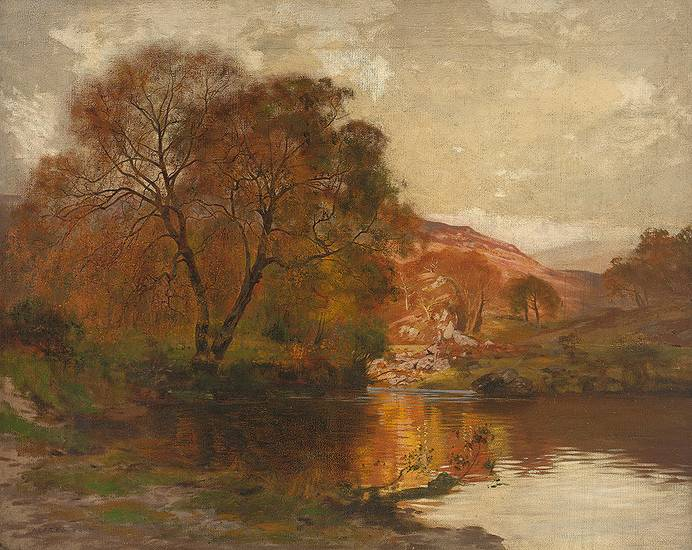
Lac en automne
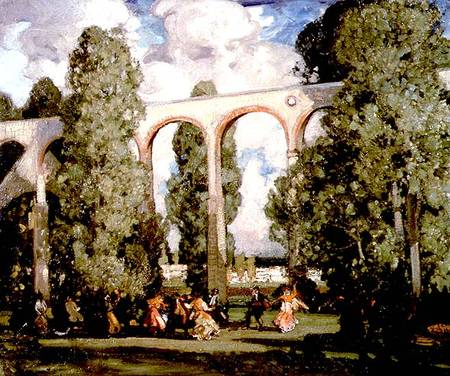
La Fête
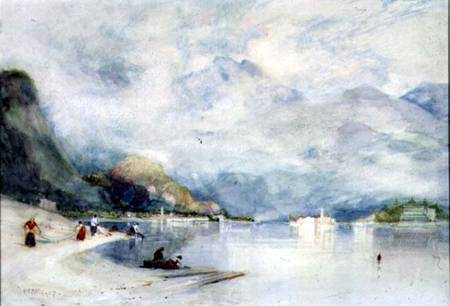
Le Lac Majeur depuis Stresa
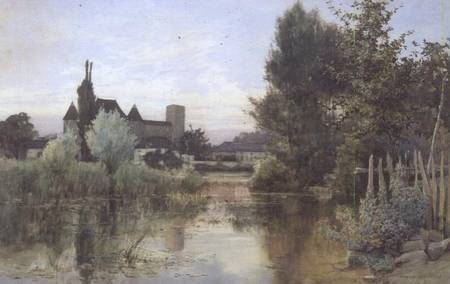
Château de Nemours